# Velvyslanectví České republiky v Berlíně
Velvyslanectví České republiky v Berlíně je zastupitelský úřad Česka ve Spolkové republice Německo s diplomatickou působností pro území Německa a konzulární působností pro Braniborsko, Meklenbursko-Přední Pomořansko, Dolní Sasko, Šlesvicko-Holštýnsko, Berlín, Hamburk, Brémy, Hesensko a Severní Porýní-Vestfálsko. Velvyslancem je od roku 2024 Jiří Čistecký.

## Budova velvyslanectví
Velvyslanectví sídlí v moderní budově na rohu ulic Wilhelmstraße a Mohrenstraße, ve východní části města (tehdy Východní Berlín). Původně byla současná velká budova z roku 1978 ambasádou ČSSR v NDR, dnes patří samostatné České republice. Jedná se o jednu z mála novostaveb v této části města a také o jednu z ukázek československé architektury brutalismu. Architekty stavby byli manželé Věra a Vladimír Machoninovi, kteří navrhli také obchodní domy Kotva a DBK.
Budova je čtvercového půdorysu (50 × 50 m), který je ještě rozdělen na dva stejně velké trojúhelníky, jeden šestipodlažní, druhý pětipodlažní (podobně jako třeba DBK je rozděleno na dvě několikapodlažní části). Konstrukce celé stavby je betonová, monolitická. Obklad vnějších stěn, resp. sešikmených částí parapetů, pak tvoří liberecká žula, dvoje boční schodiště z této struktury vyčnívají, ty pak byly obložené eloxovaným hliníkem v tmavé barvě. Okna u většiny místností byla použitá velká, tónovaná do kouřové barvy, naopak okna u schodišť jsou úzká, lomená. Interiér odpovídá vrcholu tehdejší normalizace; typická je například imitace dřeva použitá pro obklad jednotlivých místností, spoustu dalších dekorativních prvků bylo též dřevěných. Většina místností je navíc díky dřevěným posuvným příčkám upravitelná.
Přesto bývá stavba často kritizována. Jednak například právě kvůli kouřovým sklům, která jsou nekvalitní a neposkytují dostatek světla v pracovnách, jednak z důvodu nevyhovujícího vytápění a klimatizace.

## Zastupitelské úřady v Německu
- Německo – Velvyslanectví Berlín
- Německo – České centrum Berlín
- Německo – České centrum Drážďany
- Německo – České centrum Mnichov
- Německo – Generální konzulát Drážďany
- Německo – Generální konzulát Mnichov
- Německo – Honorární konzulát Dortmund
- Německo – Honorární konzulát Frankfurt nad Mohanem
- Německo – Honorární konzulát Hamburk
- Německo – Honorární konzulát Rostock
- Německo – Honorární konzulát Stuttgart